# 이란계 종교
이란계 종교(Iranian religions)란 이란에 보르조그(대이란) 지역에서 발원한 종교들을 총칭하는 말이다.
고대 이란에 살았던 이란족의 신앙은 복잡했다. 고대 이란족은 여러 아리아인 부족들과 비아리아족 부족들이 뒤섞여 있었다. 고대 이란족은 태양, 천둥 같은 자연현상을 숭배했지만, 최종적으로는 유일신 신앙으로 이행했다. 이란의 고대 예언자 조로아스터가 이란계 종교의 신앙을 일신교로 개혁했다.

## 고대
- 고대 인도이란조(祖)종교: 분화하여 이란계 종교로 진화한다. 한편 나머지는 인도계 종교가 된다.
- 고대 이란 종교: 고대 이란족이 믿은 종교.
- 조로아스터교
- 주르반교
- 미트라교: 기원후 1세기-4세기에 로마 제국에서 유행한 밀교.
- 마니교: 3세기에 나타난 영지주의 이원론 종교.
- 마즈다크교: 5세기말-6세기초의 원시공산주의 영지주의 종교.

## 중세
- 페르시아 신비주의
- 쿠람교
- 베하파리드교
- 야즈단교

## 근대
- 아스딘교: 스키타이 신이교주의 운동.
- 바브교
- 바하이교